# Nová Ves u Bakova
Nová Ves u Bakova (en allemand : Neudorf bei Bakow) est une commune du district de Mladá Boleslav, dans la région de Bohême-Centrale, en Tchéquie. Sa population s'élevait à 274 habitants en 2020.

## Géographie
Nová Ves u Bakova se trouve à 5 km au nord-nord-est de Mnichovo Hradiště, à 9 km au nord de Mladá Boleslav et à 57 km au nord-est de Prague.
La commune est limitée par Bílá Hlína au nord, par Ptýrov à l'est, et par Bakov nad Jizerou au sud et à l'ouest.

## Histoire
La première mention écrite de la localité date de 1608.

## Transports
Par la route, Nová Ves u Bakova se trouve à 7 km de Mnichovo Hradiště, à 11 km de Mladá Boleslav et à 72 km du centre de Prague.